# Exmoor

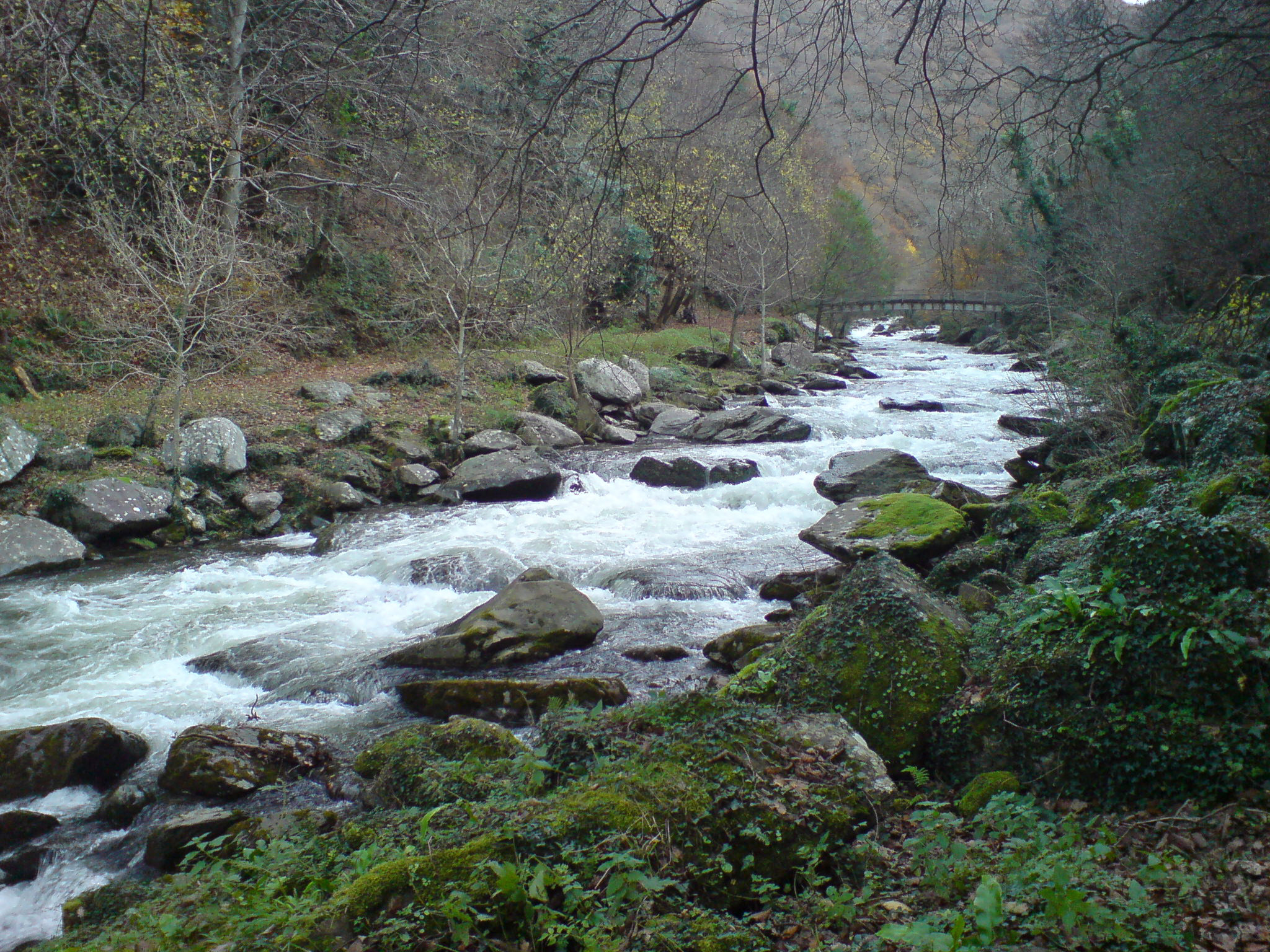
Řeka East Lyn River

Exmoor je národní park nacházející se na pobřeží Bristolského kanálu na jihozápadě Anglie. Park se rozkládá na území dvou krajů, v Somersetu z 71 % a v Devonu z 29 %. Celková rozloha, která pokrývá i Brendon Hills a Vale of Porlock, činí 267 čtverečních mil (692 km²) otevřených kopcovitých mokřin a táhne se jí 34 mil (55 km) pobřeží. Jedná se především o náhorní rovinu, kde populace je rozptýlena do malých vesniček a osad. Největší osady jsou Porlock, Dulverton, Lynton, a Lynmouth, jejichž obyvatelé tvoří téměř 40 % populace národního parku. Lynton a Lynmouth jsou sloučeny v jednu farnost, která je spojena železnicí Lynton and Lynmouth Cliff Railway (vodou poháněná železnice spojující Lynton a Lynmouth, která se táhne kolem útesů).
Než se z Exmooru stal park, sloužil jako královský les a lovecké území, které bylo rozprodáno v roce 1818. Exmoor byl jedním z prvních britských národních parků. Byl založen v roce 1954 podle zákona o národních parcích a přístupu ke krajině z roku 1949. Je pojmenován podle hlavní řeky, která vytéká z této oblasti, řeky Exe.
Několik oblastí mokřin bylo vyhlášeno místem specifického vědeckého zájmu (SSSI) vzhledem k místní fauně a flóře. Tímto statutem oblast získala legální ochranu proti rozvoji, poničení a zanedbání. V roce 1993 byl Exmoor rovněž prohlášen za oblast citlivou s ohledem k životnímu prostředí (ESA). V oblasti se dochovali velmi staří divocí koně, tzv. exmoorští pony.

## Vlajka
29. října 2014 získala oblast svou vlajku. Ta byla poprvé vztyčena v Mineheadu. Vlajka je tvořena modrým listem o poměru stran 3:5. Zelený, fialový a bílé pruhy v dolní části symbolizují místo, kde se stýká moře se skalami, lesy a vřesovišti. V horní, žerďové části je znázorněna jelení hlava, jako symbol divočiny a nad ní (mezi parohy) je bílá pěticípá hvězda, připomínka první oblastí v Evropě, která získala označení Oblast tmavé oblohy (Dark Sky Reserve).

Vlajka Exmoore Poměr stran: 3:5